# 3JS
3JS er en hollandsk pop-rock gruppe, der skal repræsentere Holland ved Eurovision Song Contest 2011 i Tyskland med sangen Never alone. Gruppen har taget sit navn efter de tre medlemmers fælles forbogstav.

## Medlemmer
- Jan Dulles
- Jaap Kwakman
- Jaap de Witte

## Diskografi
| Titel                       | Albumdetaljer                                                 | Højeste hitlisteplacering | Certificering |
| Titel                       | Albumdetaljer                                                 | NED                       | Certificering |
| --------------------------- | ------------------------------------------------------------- | ------------------------- | ------------- |
| Watermensen                 | - Udgivet: 2007 - Pladeselskab: Artist & Company              | 6                         | - NED: Guld   |
| Kamers van m'n hart         | - Udgivet: 10. oktober 2008 - Pladeselskab: Artist & Company  | 4                         | - NED: Guld   |
| Dromers en dwazen           | - Udgivet: 5. marts 2010 - Pladeselskab: Artist & Company     | 3                         |               |
| 4 Elementen                 | - Udgivet: 3. februar 2012 - Pladeselskab: Artist & Company   | 3                         |               |
| 7                           | - Udgivet: 13. november 2015 - Pladeselskab: Artist & Company | 4                         |               |
| Acoustic Christmas Volume 2 | - Udgivet: 25. november 2016 - Pladeselskab: Artist & Company | 10                        |               |